# Carl Barisich
Carl John Barisich (Jersey City, 12 luglio 1951) è stato un giocatore di football americano, di nazionalità statunitense, che ha gioca nel ruolo di defensive tackle per nove stagioni nella National Football League (NFL). Fu scelto nel corso dell'undicesimo giro (281º assoluto) del Draft NFL 1973 dai Cleveland Browns. Al college ha giocato a football alla Princeton University.

## Carriera professionistica
Barisich fu scelto nel corso dell'undicesimo giro del Draft 1973 dai Cleveland Browns con cui disputò tre stagioni fino al 1975. Nel 1976 passò alla neonata franchigia dei Seattle Seahawks con cui disputò tutte le 14 gare della stagione regolare. Dopo una stagione a Seattle passò ai Miami Dolphins con cui rimase quattro stagioni prima di concludere la carriera coi New York Giants nel 1981 disputando solamente due partite.

## Vittorie e premi
Nessuno

## Statistiche
| Partite totali | 104 |